# Ancestro
Un ancestro, antepasado, antecesor o predecesor es cualquier ascendiente directo por parentesco; bien el progenitor inmediato (padre o madre) o recursivamente, el progenitor de cada uno de ellos (abuelos, 
bisabuelos, tatarabuelos, y así sucesivamente). El término igualmente suele usarse para referirse a un grupo de antepasados relacionados con un antepasado directo del cual desciende o cree descender un individuo o grupo social (familia, clan, tribu, etnia, pueblo, nacionalidad, entre otros).

## En biología
En biología, dos individuos tienen una relación genética si uno es el ancestro del otro o si comparten un ancestro común; en evolución biológica, especies que comparten un ancestro evolutivo se dice que son de descendencia común. Sin embargo, este concepto de ancestro común en la filogenia no está completamente clarificado para algunas bacterias y otros organismos capaces de transferencia de genes horizontal.
Dos individuos tienen una relación genética si uno es el ancestro del otro o si comparten un ancestro común.  En la teoría de la evolución, se dice que las especies que comparten un ancestro evolutivo son descendientes comunes. Sin embargo, este concepto de ascendencia no se aplica a algunas bacterias y otros organismos capaces de transferencia horizontal de genes. Algunas investigaciones sugieren que la persona promedio tiene el doble de antepasados femeninos que masculinos. Esto podría deberse a la prevalencia pasada de las relaciones poligínicas y la hipergamia femenina.

## A nivel cultural
Sociológica, antropológica e historiográficamente, la práctica totalidad de las culturas y sociedades, en un contexto preindustrial, profesan gran respeto, reverencia o veneración por los antepasados, tanto vivos (ancianos) como muertos, incluso se busca providencia en los ancestros fallecidos (práctica conocida como veneración o culto a los ancestros); en contraste, la sociedad industrial y sociedad postindustrial, en contextos culturales más orientados a la juventud, muestran un menor grado de veneración por los ancianos.[cita requerida]